# Jodi Long
Jodi Long es una actriz estadounidense. Es conocida por su papel de Madama en Cafe Americain (1993-1994) y Ok Cha en Sullivan and Son (2012-2014) y su papel en Patty Hearst (1988). Ganó el premio a la Mejor Actriz de Reparto en los premios Daytime Emmy por su papel en la serie de Netflix Dash & Lily (2020).

## Primeros años y educación
Long nació en Manhattan y creció en Queens, Nueva York.  La madre de Long es Kimiye "Trudy" Long (de soltera Tsunemitsu), una empleada japonesa-estadounidense de la American Bible Society y bailarina en el club nocturno The China Doll. El padre de Long es Lawrence K. Long (nombre artístico Larry Leung), de origen cantonés-escocés que emigró a los Estados Unidos desde Australia y tuvo una carrera como bailarín de claqué de vodevil y más tarde como profesional de golf de la PGA.
Long se graduó en la High School of Performing Arts de Nueva York y obtuvo un BFA de la Universidad Estatal de Nueva York en Purchase.

## Carrera
Long tuvo papeles en muchos largometrajes, incluidos Patty Hearst, RoboCop 3, Striking Distance, The Hot Chick y Shang-Chi y la leyenda de los Diez Anillos. En televisión apareció como habitual en series como Café Americain , All-American Girl y Miss Match, todas las cuales tuvieron corta duración. Interpretó a una terapeuta en Desperate Housewives, a la "lesbiana poderosa" Patty en Sex and the City y a la dueña de un bar en Sullivan and Son.
A mitad del videoclip musical en color de la canción de 1986 "Bizarre Love Triangle" de la banda de rock inglesa New Order, Long hace un cameo discutiendo con E. Max Frye sobre la reencarnación.
En el teatro, apareció en el revival de Broadway de Flower Drum Song en 2002, ganando un premio Ovation por su actuación durante la prueba en Los Ángeles. También interpretó el papel de Madame Armfeldt en la reposición de 2023 de A Little Night Music en el Pasadena Playhouse. Sus padres, ambos intérpretes de vodevil, aparecieron en The Ed Sullivan Show el 7 de mayo de 1950 como el acto de canto, baile y comedia, Larry y Trudie Leung. Fueron los temas de una película documental, Long Story Short, que fue dirigida por Christine Choy, directora nominada al Premio de la Academia y escrita por Long. El documental ganó la Mención de Honor del Gran Jurado al Premio Documental del Festival de Cine Asiático Pacífico de Los Ángeles de 2008, así como el Premio del Público. Recientemente interpretó a la madre coreano-estadounidense Ok Cha en Sullivan &amp; Son, que fue cancelada el 20 de noviembre de 2014 por TBS.

## Filmografía

### Películas
| Año  | Título                                     | Papel                        | Notas |
| ---- | ------------------------------------------ | ---------------------------- | ----- |
| 1981 | Rollover                                   | Betsy Okamoto                |       |
| 1984 | Splash                                     | Reportera                    |       |
| 1987 | The Bedroom Window                         | Cocktail Waitress            |       |
| 1988 | Patty Hearst                               | Wendy Yoshimura              |       |
| 1988 | Soursweet                                  | Mui                          |       |
| 1989 | Historias de Nueva York                    | Entrevistadora de televisión |       |
| 1989 | Nacido el cuatro de julio                  | Reportera #1                 |       |
| 1990 | El exorcista III                           | First Dream Woman            |       |
| 1993 | Amos y Andrew                              | Wendy Wong                   |       |
| 1993 | The Pickle                                 | Yakimoto Yakimura            |       |
| 1993 | RoboCop 3                                  | Madre de Nikko               |       |
| 1993 | Striking Distance                          | Kim Lee                      |       |
| 1997 | His & Hers                                 | Corey Chang                  |       |
| 1997 | Murder in Mind                             | Secretaria, Helen            |       |
| 1998 | Celebrity                                  | Fan del Padre Gladden        |       |
| 2002 | New Suit                                   | Feng Shui Woman              |       |
| 2002 | The Hot Chick                              | Madre coreana                |       |
| 2010 | Beginners                                  | Dra. Long                    |       |
| 2013 | A Picture of You                           | Madre                        |       |
| 2016 | 5 Doctors                                  | Dr. Suzuki                   |       |
| 2018 | The Tale                                   | Rebecca                      |       |
| 2021 | Shang-Chi y la leyenda de los Diez Anillos | Sra. Chen                    |       |
| 2023 | El Rey Mono                                | Wangmu                       |       |
| 2024 | Night Swim                                 |                              |       |

### Televisión
| Año        | Título                                        | Papel                | Notas                                        |
| ---------- | --------------------------------------------- | -------------------- | -------------------------------------------- |
| 1980       | Nurse                                         | Gail                 | Película de televisión                       |
| 1982       | Another World                                 | Oficial Noguchi      | Episodio #1.4498                             |
| 1984       | How to Be a Perfect Person in Just Three Days | Sra. Yamata          | Película de televisión                       |
| 1985       | The Equalizer                                 | Sra. Lin             | Episodio: "China Rain"                       |
| 1986       | El espantapájaros y la señora King            | Jin Sung             | Episodio: "Three Little Spies"               |
| 1988, 1990 | The Cosby Show                                | Joann                | 2 episodios                                  |
| 1990       | Mancuso, F.B.I.                               | Beth Kurland         | Episodio: "Daryl Ross & the Supremes"        |
| 1990       | Roseanne                                      | Woman in Line        | Episodio: "April Fool's Day"                 |
| 1990       | How to Murder a Millionaire                   | Check Cashing Teller | Película de televisión                       |
| 1991       | L.A. Law                                      | Christina Leong      | Episodio: "Speak, Lawyers, for Me"           |
| 1992       | Designing Women                               | Eileen Arata         | Episodio: "Trial and Error"                  |
| 1993       | Firestorm: 72 Hours in Oakland                | Linda Chong          | Película de televisión                       |
| 1993–1994  | Café Americain                                | Madame Ybarra        | 18 Episodios                                 |
| 1994–1995  | All-American Girl                             | Katherine Kim        | 18 Episodios                                 |
| 1995       | The Wayans Bros.                              | Angelique            | Episodio: "Blood Is Thicker Than Watercolor" |
| 1997       | Michael Hayes                                 | Joan                 | 15 episodios                                 |
| 1999       | Sex and the City                              | Patty Aston          | Episodio: "The Cheating Curse"               |
| 2000       | Chicken Soup for the Soul                     | Rhonda               | Episodio: "Destiny in a Bottle"              |
| 2001       | So Little Time                                | Neptune's Net Owner  | Episodio: "Manuelo in the Middle: Part 2"    |
| 2002       | The Division                                  | Polly Seager         | Episodio: "Unfamiliar Territory"             |
| 2003       | Law & Order: Special Victims Unit             | Center Director      | Episodio: "Tortured"                         |
| 2003       | Miss Match                                    | Claire               | 18 Episodios                                 |
| 2005       | Without a Trace                               | Sra. Kim             | Episodio: "Honor Bound"                      |
| 2005, 2009 | American Dad!                                 | Mujer                | 2 episodios                                  |
| 2006       | House M. D.                                   | Judge                | Episodio: "Finding Judas"                    |
| 2008       | Cashmere Mafia                                | Susan Mason          | Episodio: "The Deciders"                     |
| 2008       | Mask of the Ninja                             | Kumioko              | Película de televisión                       |
| 2008–2009  | Eli Stone                                     | Judge Marcia Phelps  | 6 Episodios                                  |
| 2009       | The Beast                                     | May Nan Nhung        | Episodio: "Bitsy Big-Boy"                    |
| 2009       | Eastwick                                      | Sra. Yang            | Episodio: "Madams and Madames"               |
| 2010–2011  | Law & Order: LA                               | Jueza Sonya Cruz     | 3 episodios                                  |
| 2011       | Desperate Housewives                          | Dra. Lunt            | Episodio: "Assassins"                        |
| 2012       | Franklin & Bash                               | Jueza Noreen Poggi   | Episodio: "Jango and Rossi"                  |
| 2012       | Made in Jersey                                | Judge Meisner        | Episodio: "Payday"                           |
| 2012–2014  | Sullivan & Son                                | Ok Cha Sullivan      | 33 episodios                                 |
| 2015       | Young & Hungry                                | Sra. Park            | Episodio: "Young and Unemployed"             |
| 2016       | The Blacklist                                 | Coronel Wright       | Episodio: "Dr. Adrian Shaw (No. 98)"         |
| 2016–2018  | Falling Water                                 | Kumiko               | 13 episodios                                 |
| 2019       | Elementary                                    | Sra. Tseng           | Episodio: "Unfriended"                       |
| 2020       | Curb Your Enthusiasm                          | Dra. Bahn            | Episodio: "Side Sitting"                     |
| 2020       | Dash & Lily                                   | Sra. Basil E         | 3 Episodios                                  |
| 2023       | The Mandalorian                               | Warlord              | Episodio: "Chapter 23: The Spies"            |